# Windows 11
Windows 11 je издање оперативних система Windows NT које је развио Microsoft и који је издат 2021. године. Претходник овог система јесте Windows 10, који је објављен 2015. године.

## Развој
Након изласка оперативног система Windows 10, Microsoft је изјавио да ће он бити „последња верзија оперативног система Windows”. Међутим, нагађања о новој верзији или редизајнирању Windows-а појавила су се након што је Microsoft објавио списак послова који се односи на „опсежно подмлађивање” Windows-a. Наводно кодно име „Sun Valley” јест редизајн који је направљен за модернизацију корисничког интерфејса система. Наводна бета верзија Windows-а 11 процурила је на мрежу 15. јуна 2021. године, која показује интерфејс сличан отказаној верзији Windows 10X, с редизајнираним искуством и брендирањем Windows-а 11.
На конференцији за програмере Microsoft Build 2021, извршни директор Сатја Надела открио је следећу генерацију Windows-a током свог уводног излагања. Према Надели, он се користио системом неколико месеци. Такође је открио да ће врло брзо доћи до званичног саопштења. Само недељу дана након Наделине уводне речи, Microsoft је почео слати позиве за наменски Windows-ов догађај који се одржао 24. јуна 2021. године. Догађај је почео у 11 сати према источној временској зони, што је необично време за догађаје које је предводио Microsoft. Microsoft је такође објавио једанаестоминутни видео-запис о звуку при покретању оперативног система Windows на YouTube 10. јуна те године, због чега су многи људи нагађали да су тај Microsoft-ов догађај и видео-снимак о звуку при покретању система алузије на нови оперативни систем.

## Карактеристике

### Кориснички интерфејс и дизајн
Windows 11 има ажурирани кориснички интерфејс; у целом систему преовлађују прозирност, сенке и заобљени углови. Употребљава се редизајнирани старт мени који уклања плочице на десној страни. Трака задатака је такође подразумевано поједностављена и центрирана. Task View, функција представљена у систему Windows 10, има освежени дизајн. Остале промене система су: нове системске иконе, звукови и виџети.